# Rodrigo Rey Rosa
Mario Rodrigo Rey Rosa García Salas (Ciudad de Guatemala, 4 de noviembre de 1958) es un escritor y traductor guatemalteco, Premio Nacional de Literatura 2004.

## Biografía
Hijo de una familia burguesa de la capital guatemalteca —sangre italiana por parte de padre—, Rodrigo Rey Rosa recuerda que en su infancia viajaba mucho con sus padres, por México y América Central; también fueron a Europa. Pero la primera vez que viajó solo fue a los 18 años, inmediatamente después de haber terminado la enseñanza secundaria: fue a Londres y después recorrió el Viejo Continente; como tenía poco dinero, trabajó en Alemania, de allí fue a España.
Al regresar después de un año de viajes, estuvo otro en Guatemala, pero abandonó su país en 1979 debido al ambiente "de violencia y crispación" que existía y se instaló en Nueva York, donde se matriculó en una escuela de cine de la que no llegó a titularse.
Para la época de su llegada a Estados Unidos ya escribía seriamente desde hacía un año, más o menos, y había publicado en Imparcial un cuento. Y con el fin de ingresar en la School of Visual Arts en Nueva York tuvo que escribir un cuento en inglés. Estudió cine dos años en esa escuela y en 1983 la dejó.
La mayor parte del año siguiente la pasó en Marruecos; estuvo seis semanas en el taller literario de Paul Bowles, en Tánger, y viajó por el país. Posteriormente, dedicaría algunas obras a sus experiencias en el norte de África.
Su relación y amistad con Bowles lo marcaron profundamente. El autor estadounidense le tradujo al inglés sus primeras obras, dándolo a conocer en el mundo anglosajón.
También mantiene una amistad con el pintor español Miquel Barceló, cuya obra ilustra alguno de sus libros, además de haber escrito una obra dedicada a la elaboración de la Cúpula de la Sala de los Derechos Humanos de la ONU.
Regresó a Guatemala en 1992 o 1993 y desde entonces ha estado "entrando y saliendo" (Nueva York,  Colombia, España, Marruecos), aunque está basado en la región de Petén, donde tiene una casa cerca de Sayaxché, por el río La Pasión. Tiene también un apartamento en Ciudad de Guatemala, pero confiesa que ese no es un lugar donde pueda trabajar.
Galardonado con el Premio Nacional de Literatura 2004, Rodrigo Rey Rosa ha escrito obras centradas en su país.
La traducción ocupa un puesto importante en su obra creativa. Confiesa que suele alternar una obra de ficción suya con una de traducción. "Normalmente alterno un libro mío y uno traducido. Es muy útil para encontrar recursos. Respecto a la creación, sientes menos angustia pero puede ser un proceso más largo y complejo, sobre todo si respetas la obra que traduces", ha señalado al respecto.
Ha ejercido el periodismo y ha incursionado también en el cine: en 2004 estrenó la película Lo que soñó Sebastián, basada en su novela homónima y dirigida por él mismo.  Esta película, dedicada a Paul Bowles, fue estrenada en el Festival de Cine de Sundance y presentada también en el de Berlín. El guion lo escribió junto con Robert Fitterman.
Algunos de sus libros han sido traducidos a otras lenguas, como el francés, alemán, holandés, italiano y japonés.

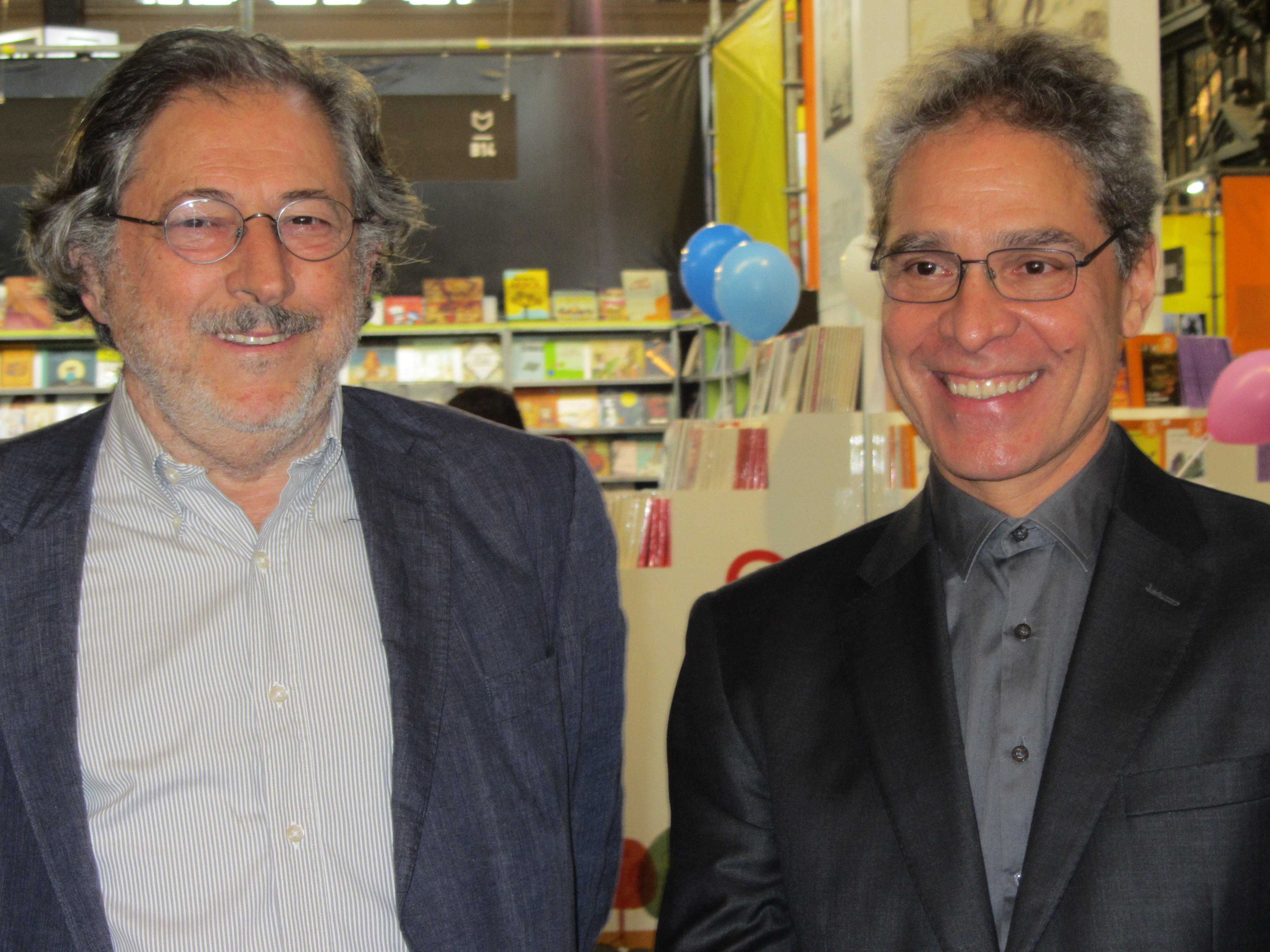
Rey Rosa durante la entrega del Premio José Donoso, con el profesor chileno Javier Pinedo

Sobre su obra, él mismo explicó en 2011: "Si estuviera hablando conmigo mismo, diría que al principio mi escritura era abstracta. Empecé a escribir lo que podríamos llamar 'poemas en prosa', narraciones de media página que se extendieron hasta llegar a Cárcel de árboles, que es mi primer cuento largo... para mí fue un gran salto escribir textos de más de 15 páginas. Antes de ése había publicado dos colecciones de cuentos breves, El cuchillo del mendigo y El agua quieta, con temas que podrían ocurrir en cualquier ciudad latinoamericana, pero no estaban ligados al entorno ni al paisaje inmediato. Se deduce que ocurren en Latinoamérica por los objetos que aparecen, o por el paisaje, pero no se sabe nunca de dónde son exactamente porque era un poco vago y no incluía nombres de lugares. En cambio, mi texto más reciente, en el que aún trabajo, transcurre en la Guatemala de hoy, e incluye perfiles y aspectos reconocibles, en una suerte de afán 'realista' por representar el entorno, el habla, la vestimenta de la gente, al contrario de mis primeras historias. Diría que casi por cansancio he buscado formas diferentes de narrar, pero no creo que sea una evolución. Comencé escribiendo cosas un poco vagas y he tendido a una mayor precisión. Puede ser un regreso, no sé si sea una progresión, pero hay diferencia".
De su método de escribir dice: "Me prohíbo saber de la historia más de lo que va surgiendo mientras la escribo. Nunca hago un bosquejo previo, sobre la marcha me doy cuenta de lo que necesita la novela. Supongo que eso me pone en el lugar del lector”.

## Premios
- Premio Nacional de Literatura Miguel Ángel Asturias 2004
- Premio Iberoamericano de Letras José Donoso 2015

## Obra

### Colecciones de cuentos
- El cuchillo del mendigo, Guatemala, Publicaciones Vista, 1986
  - Incluye 26 cuentos: "La entrega"; "La señal"; "El camino se dobla", "La salida del sol"; "El monasterio"; "La herencia"; "La viuda de don Juan Manuel"; "El hijo del brujo"; "Una creencia popular"; "El lecho del río"; "El hijo y el padre"; "La llave perdida"; "El cuchillo del mendigo"; "Informes de Cahabón"; "El libro"; "El corazón de Dios"; "La lluvia y otros niños"; "Un gato amarillo"; "Nueve ocasiones"; "Sueños repetidos"; "Una versión de mi muerte"; "El animal"; "Lecciones inciertas"; "Un prisionero"; "El cuarto umbroso" y "El vidente"
- El agua quieta, Barcelona, Seix Barral, 1989
  - Incluye 12 cuentos: "La prueba"; "Polvo en la lengua"; "La razón"; "El entierro"; "El agua quieta"; "Coralia"; "El pagano"; "Angélica"; "El huésped"; "Gente de la cabeza"; "Las lágrimas" y "Xquic"
- Cárcel de árboles, Guatemala, Fundación Guatemalteca para las Letras, 1991
- Lo que soñó Sebastián, Barcelona, Seix Barral, 1994
- Ningún lugar sagrado, Barcelona, Seix Barral, 1998
  - Incluye 9 cuentos: "El Chef"; "Poco-loco"; ""; "Negocio para el milenio"; "Hasta cierto punto"; "Vídeo"; "Ningún lugar sagrado"; "Coincidencia"; "La niña que no tuve"; "Elementos"
- Otro zoo, Antigua, Ediciones del Pensativo, 2005

### Novela
- El salvador de buques, Guatemala, Publicaciones Vista, 1993
- El cojo bueno, Madrid, Alfaguara, 1996
- Que me maten si..., Guatemala, Ediciones del Pensativo, 1996
- La orilla africana, novela ambientada en Tánger, Barcelona, Seix Barral, 1999
- Piedras encantadas, Seix Barral, 2001 (en Guatemala fue publicada con el título de Noche de piedras, por la editorial Del Pensativo, 2002)
- El tren a Travancore (Cartas indias), Barcelona, Mondadori, 2001
- Caballeriza, Barcelona, Seix Barral, 2006
- El material humano, Barcelona, Anagrama, 2009 (Alfaguara 2017)
- Severina, Madrid, Alfaguara, 2011
- Los sordos, México, Alfaguara, 2012
- Fábula asiática, Madrid, Alfaguara, 2016
- El país de Toó, Madrid, Alfaguara, 2018
- Carta de un ateo guatemalteco al Santo Padre, Maya Wuj, 2019, Alfaguara, 2020
- Metempsicosis, Madrid, Alfaguara, 2024.

### No ficción
- La cola del dragón, Valencia, Ediciones Contrabando, 2014

### Selecciones, recopilaciones, antologías
- El cuchillo del mendigo / El agua quieta, Barcelona, Seix Barral, 1992
- Cárcel de árboles / El salvador de buques, Barcelona, Seix Barral, 1992
- Con cinco barajas: antología personal, México, UNAM, 1996
  - Incluye 26 cuentos: "El camino se dobla", "La salida del Sol"; "El Hijo y el Padre"; "El corazón de Dios"; "Nueve ocasiones"; "La entrega", "El cuchillo del mendigo"; "El cuarto umbroso"; "El vidente; "El lecho del río"; "Informes de cahabón"; "La prueba"; "El pagano"; "Polvo en la lengua"; "El agua quieta"; "Coralia"; "Gente de la cabeza"; "Xquic"; "Prólogo"; "Cárcel de árboles" "Epílogo"; "El salvador de buques"; "La peor parte"; "Cabaña"; "Entrevista en Ronda"; "Desventajas de la santidad"
- Siempre juntos y otros cuentos, México, Almadía, 2008
  - Incluye 17 cuentos: "Siempre juntos"; "Otro zoo"; "Gracia"; "Finca familiar"; "La lluvia y otros niños"; "La entrega"; "El cuchillo del mendigo"; "La prueba"; "El pagano"; "El agua quieta"; "Cárcel de árboles"; "La peor parte"; "La niña que no tuve"; "Negocio para el milenio"; "Hasta cierto punto"; "Vídeo"; "Ningún lugar sagrado"
- 1986. Cuentos completos, Madrid, Alfaguara, 2014
- Imitación de Guatemala: cuatro novelas breves, Madrid, Alfaguara, 2014
  - Incluye: Que me maten si...; El cojo bueno; Piedras encantadas; Caballeriza
- Tres novelas exóticas, Madrid, Alfaguara, 2016
  - Incluye: Lo que soñó Sebastián; La orilla africana; El tren a Travancore
- Cárceles de invención, incluye 8 cuentos, Santiago, Hueders, 2018